# Sukehiro Tomita
Sukehito Tomita 富田祐弘 (Tomita Sukehiro?) (Saitama, 14 aprile 1948) è uno sceneggiatore giapponese, specializzato in anime.
Dalla metà degli anni ottanta ha realizzato la sceneggiatura di numerosi anime fra cui Ryo, un ragazzo contro un impero, Aura Battler Dunbine, Kiss Me Licia, Macross, Macross - Il film, Alpen Rose, Evelyn e la magia di un sogno d'amore, Genesis Climber Mospeada, Palla al centro per Rudy, Capricciosa Orange Road, Martina e il campanello misterioso, Mobile Suit Victory Gundam, Sailor Moon, Sailor Moon - La luna splende, Yu degli spettri, Sailor Moon S, Digimon ed altri. Ha inoltre realizzato i manga di Wedding Peach e il soggetto di Genji Tsuushin Agedama